# Réserve naturelle d'Astrakhan
La réserve naturelle d'Astrakhan (Астраханский заповедник), plus précisément « réserve naturelle et biosphérique d'État d'Astrakhan décorée de l'ordre du travail du drapeau rouge », est une réserve naturelle d'État en Russie européenne qui se trouve à l'embouchure de la Volga et qui est située aux environs de la ville d'Astrakhan dans l'oblast d'Astrakhan. Elle a été instituée le 11 avril 1919 par une commission de savants de l'université d'Astrakhan et elle est devenue institution d'État par une décision du soviet des commissaires du peuple de la république socialiste fédérative soviétique de Russie du 24 novembre 1927. La réserve a été inscrite, en tant que delta de la Volga, à la liste des zones humides protégées d'importance mondiale selon la convention de Ramsar en 1975 et ajoutée à la liste de l'Unesco des réserves de biosphère en 1984. Elle s'étend sur 67 917 hectares.

## Géographie
La réserve naturelle, qui se trouve dans les territoires administratifs des raïons municipaux de Kamyziak, de Volodarski et d'Ikrianoïe, est divisée en trois zones: celle de l'ouest (Damtchik), celle du centre (les Trois-Isbas), et de l'est (Objorov). Elle s'étendait à l'origine sur 23 000 hectares, mais, du fait de la baisse de niveau de la mer Caspienne et de l'extension du delta vers la mer, elle recouvre désormais un territoire plus grand de presque trois fois.

## Faune
On trouve dans la réserve 289 espèces d'oiseaux, dont 72 espèces rares, parmi lesquelles 40 y nidifient. La grue de Sibérie, extrêmement rare, s'y arrête pendant ses migrations. Le pélican frisé y fait son nid, ainsi que le petit cormoran, la spatule blanche, le héron d'Égypte. Ces espèces font partie de la liste des espèces menacées. La plupart des oiseaux sont des oiseaux vivant dans les marais et les étendues d'eau et faisant leur nid dans les arbres, les arbustes ou les plantes lacustres. Une trentaine d'espèces vivent dans les forêts et seulement trois espèces appartiennent à l'écosystème des prés ou de la synanthropie.
Soixante espèces de poissons sont répertoriées dans la réserve. Ce sont d'abord les fameux esturgeons produisant le caviar (trois espèces ici : bélouga, osciètre, petit esturgeon), le ventru de Caspienne, l'alose de la Volga, l'alose à dos noir (Alosa kessleri), la vobla endémique de la mer Caspienne, la brème, le sazan (Cyprinus carpio haematopterus) qui appartient comme les deux précédentes à la famille des carpes. On trouve aussi le gardon rouge, le chevaine, l'aspe, le tchékhon (Pelecus cultratus, genre de cyprinidé), le carassin argenté. Vivent également ici le grand brochet, le sandre, la perche commune et les épinoches.
Les mammifères comptent dix-sept espèces dont douze espèces habituelles. Les sangliers, les loups, les renards, les loutres, les hermines, les campagnols nageurs, etc. font partie des espèces communes.

## Flore

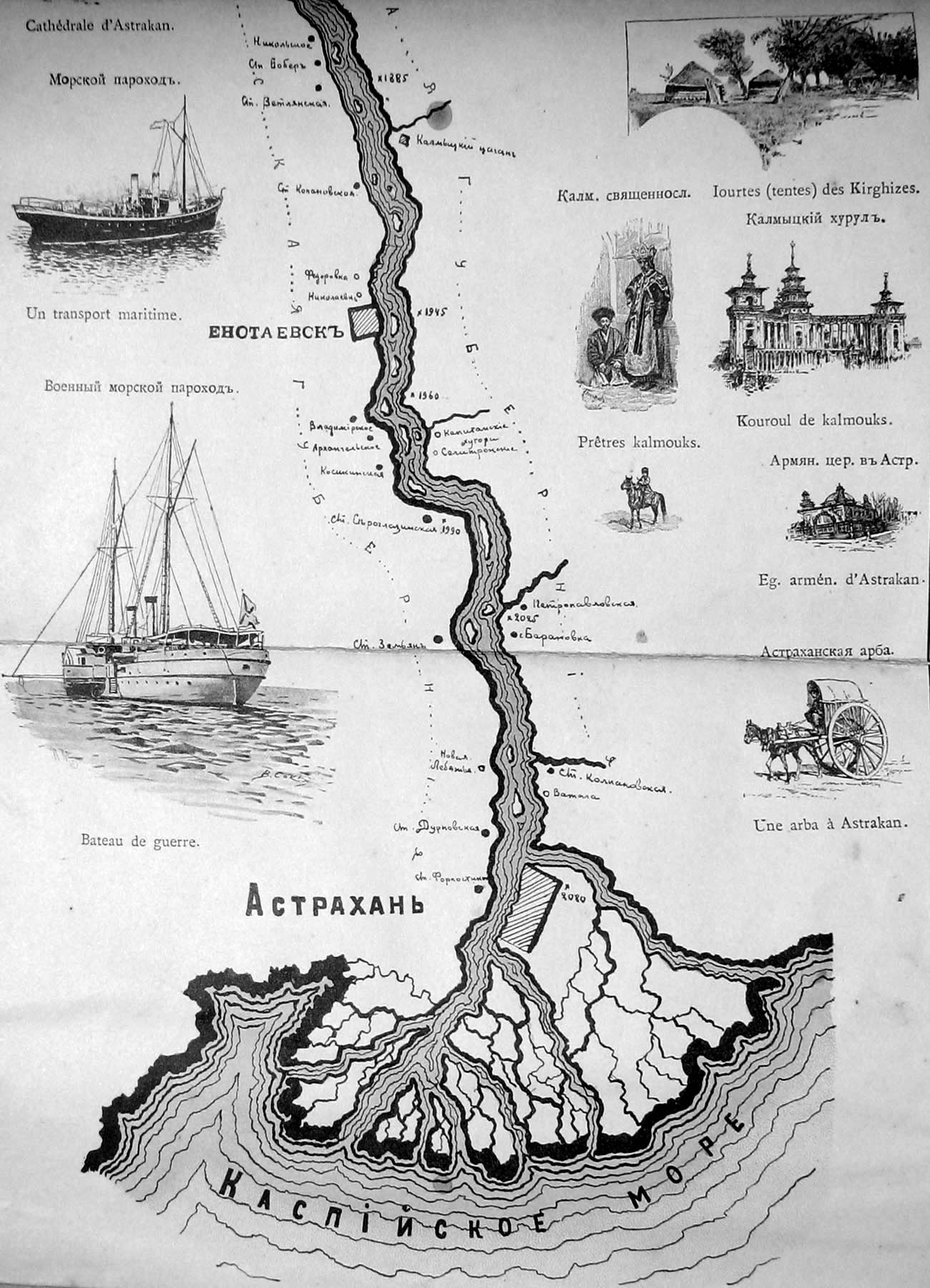
Carte du delta de la Volga en 1903

Parmi les espèces menacées que l'on trouve dans la réserve, on trouve notamment de remarquables populations naturelles, parmi les plus occidentales en Eurasie, de lotus sacré, une plante ici présente en tant qu'espèce relique (l'espèce a survécu en Asie centrale et autour de la mer Caspienne alors qu'elle a disparu partout ailleurs en Europe depuis les dernières glaciations). On trouve aussi la mâcre nageante, et plusieurs sortes de quenouilles.